# 1942-es Vuelta ciclista a España
Az 1942-es Vuelta a España volt a 4. spanyol körverseny. 1942. június 30-a és július 19-e között rendezték. A verseny össztávja 3688 km volt, és 17 szakaszból állt. Végső győztes a spanyol Julián Berrendero lett.

## Végeredmény
|    | Versenyző             | Csapat | Idő            |
| -- | --------------------- | ------ | -------------- |
| 1  | Julián Berrendero     |        | 134 óra 05' 09 |
| 2  | Diego Chafer          |        | 8' 38          |
| 3  | Antonio Andres Sancho |        | 13' 12         |
| 4  | Juan Gimeno           |        | 16' 08         |
| 5  | Cipriano Elys         |        | 23' 30         |
| 6  | José Jabardo          |        | 27' 43         |
| 7  | Delio Rodríguez       |        | 34' 21         |
| 8  | Isidro Bejarano       |        | 35' 10         |
| 9  | José Botanch          |        | 38' 01         |
| 10 | Fermo Camellini       |        | 58' 20         |